# Vera Pawlowsky-Glahn
Vera Pawlowsky-Glahn (nacida el 25 de septiembre de 1951) es una matemática hispano-alemana. Desde 2000 hasta 2018, ha sido profesora de tiempo completo en la Universidad de Gerona, España, en el Departamento de Ciencias de la Computación, Matemáticas Aplicadas y Estadística. Desde 2018 es profesora emérita en la misma universidad. Anteriormente, fue profesora asociada en la Universidad Tecnológica de Barcelona desde 1986 hasta 2000. Sus principales áreas de interés de investigación incluyen el análisis estadístico de datos compositivos, enfoque algebraico-geométrico a la inferencia estadística, y análisis de conglomerados espaciales. Fue la presidenta de la Asociación Internacional de Geociencias Matemáticas (IAMG) durante 2008-2012. IAMG le otorgó la Medalla William Christian Krumbein en 2006, y el Premio John Cedric Griffiths Teaching en 2008. En 2007, fue seleccionada como profesora Distinguida de IAMG.
Durante el 6º Taller internacional sobre análisis de datos de composición en junio de 2015, Pawlowsky-Glahn fue nombrada presidenta de una comisión para formalizar la creación de una organización internacional de científicos interesados en el avance y la aplicación del modelado de datos de composición.

## Educación
- Doctorado, Universidad Libre de Berlín, 1986
- MSc., Universidad de Barcelona. 1982.
- Licenciatura, Universidad de Barcelona, 1980.

## Obras
- Vera Pawlowsky-Glahn, Juan José Egozcue, Raimon Tolosana-Delgado, 2015. Modelling and Analysis of Compositional Data. Wiley, 256 p.[8]
- Vera Pawlowsky-Glahn, Antonella Buccianti (Editors), 2011. Compositional Data Analysis: Theory and Applications. Wiley, p. 400.[9]
- Vera Pawlowsky-Glahn, Mario Chica-Olmo, Eulogio Pardo-Igúzquiza, 2011. New applications of geomathematics in earth sciences, v. 122, no. 4, Boletín Geológico y Minero, Instituto Geológico y Minero de España, 435 p.[10]
- Antonella Buccianti, G. Mateu-Figueras, Vera Pawlowsky-Glahn (Editors), 2006. Compositional Data Analysis in the Geosciences: From Theory to Practice. Geological Society of London special publication, 212 p.[11]
- Vera Pawlowsky-Glahn and Ricardo A. Olea, 2004. Geostatistical Analysis of Compositional Data. International Association for Mathematical Geosciences, Studies in Mathematical Geosciences, Oxford University Press, 181 p.[12]
- Lucila Candela and Vera Pawlowsky (Editors), 1988. Curso sobre fundamentos de geoestadística. Barcelona, Spain, ISBN 84-404-1653-9.